# San Pietro Martire (Tirano)

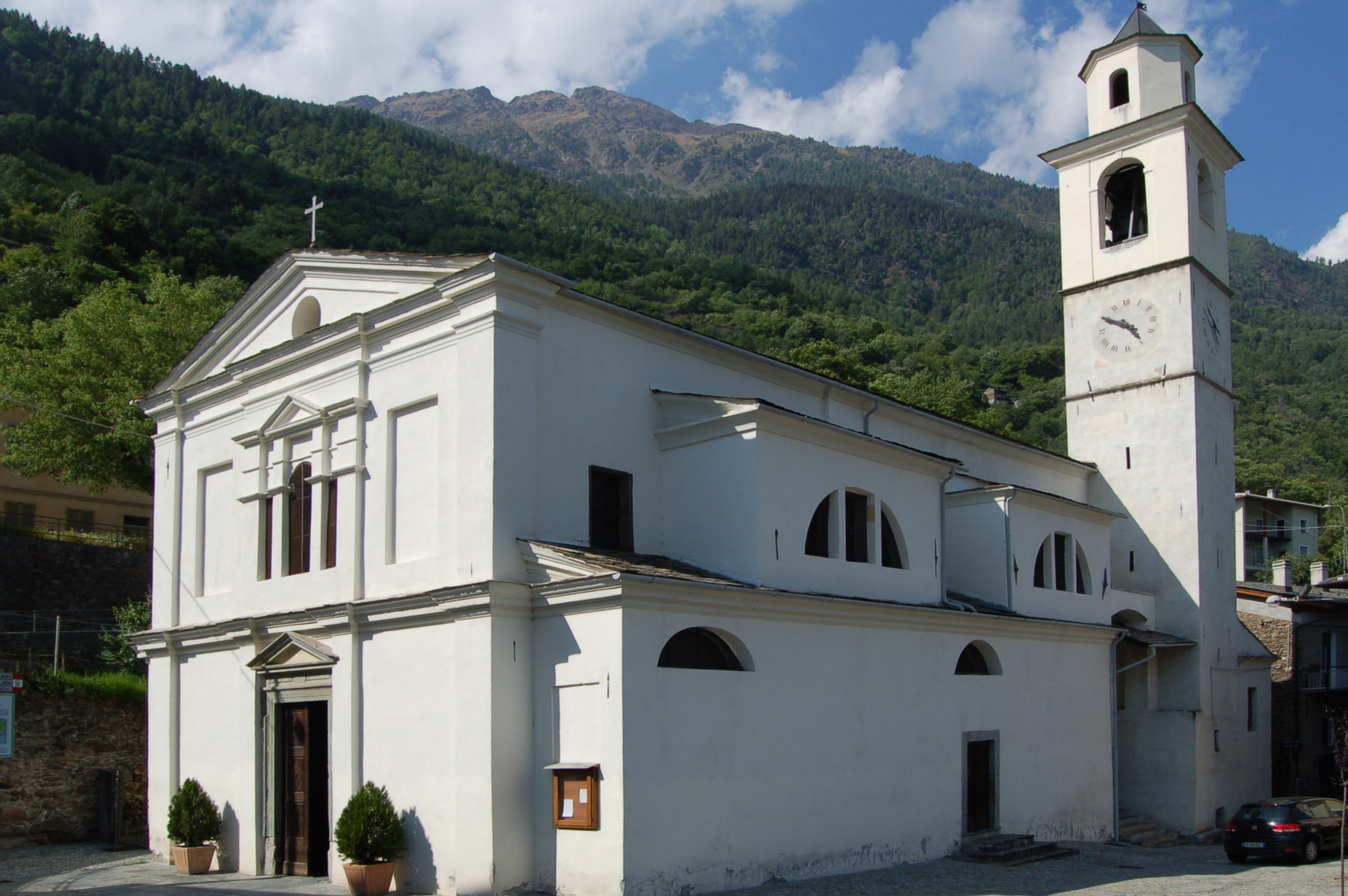
San Pietro Martire in Baruffini, Tirano

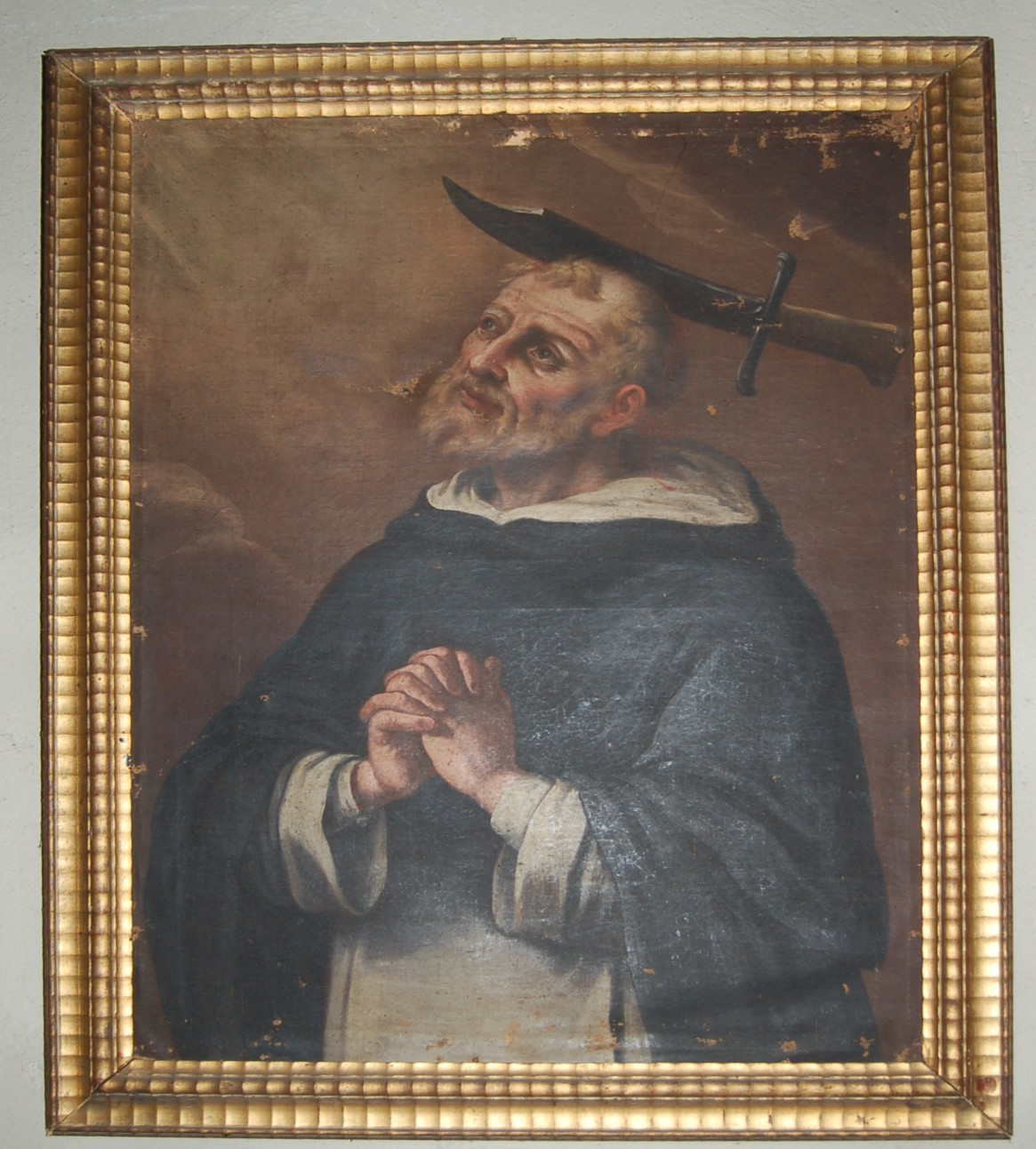
Darstellung des Petrus von Verona

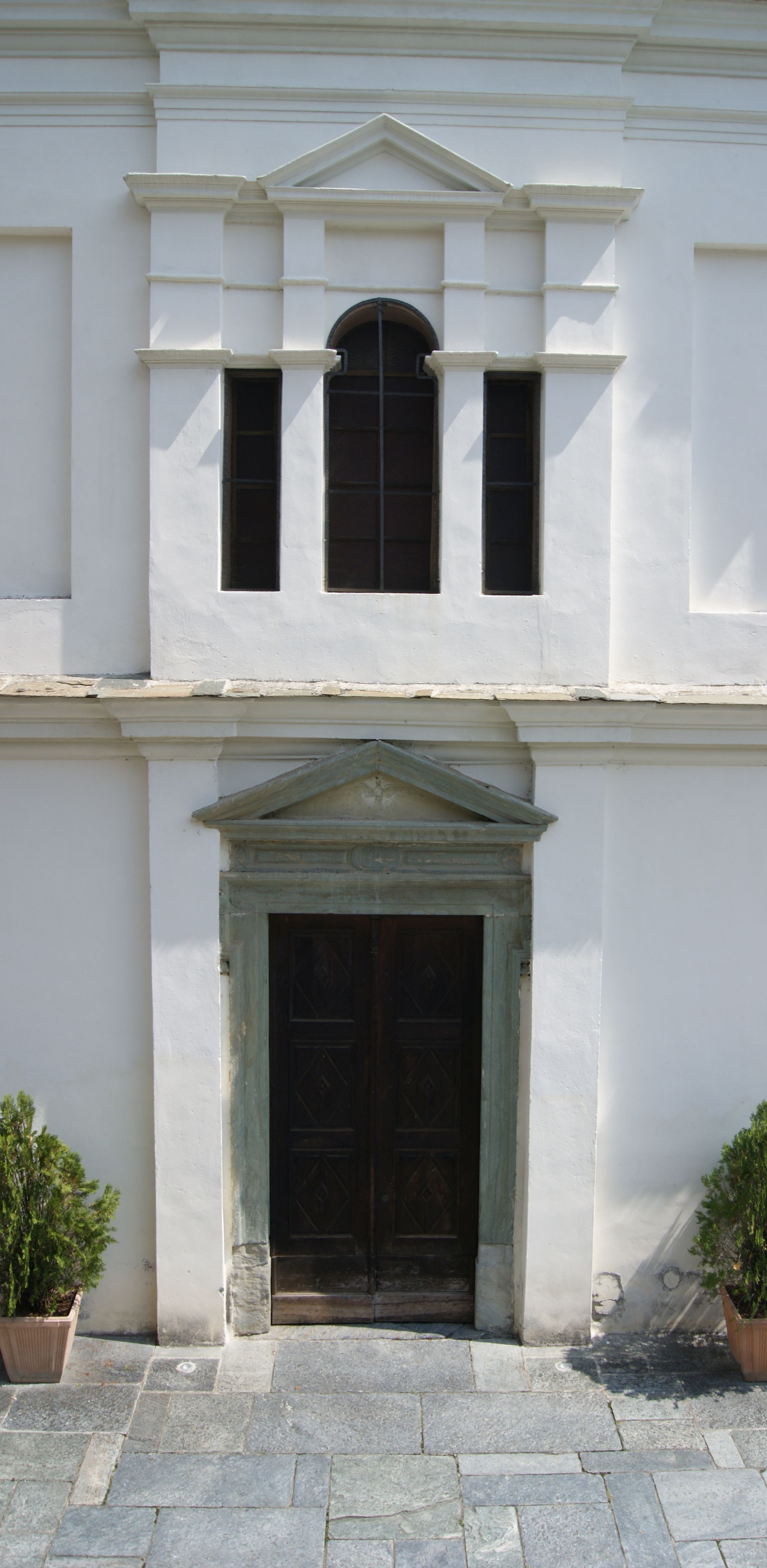
Portal des Haupteingangs

San Pietro Martire (dt.: heiliger Petrus der Märtyrer) ist eine römisch-katholische Kirche (ital.: Chiesa di San Pietro Martire) in Tirano im Ortsteil Baruffini, nahe der Schweizer Grenze in der italienischen Provinz Sondrio, Region Lombardei. Die Kirche gehört zum Bistum Como in der Kirchenregion Lombardei und ist dem heiligen Petrus Martyr gewidmet, einem frühen Dominikanerprediger und Ketzerverfolger, der 1252 ermordet wurde. Sein Kult wurde kirchlich sehr stark propagiert und Petrus entwickelte sich schnell zu einem der populärsten Volksheiligen Oberitaliens.

## Lage und Geschichte
Die Kirche liegt in der Fraktion Baruffini oberhalb von Tirano und wurde 1536 erbaut und am 13. August 1537 von Giovanni Melegaris und Cesare Trivulzio eingeweiht. In den Aufzeichnungen des Bischofs Felizian Ninguarda vom Sommer 1589 wird noch davon geschrieben, dass die Kirche auch der heiligen Martha geweiht war, diese Weihe ist jedoch im Laufe der Jahrhunderte verloren gegangen.
Die Kirche wurde im 17. Jahrhundert renoviert und unter Leitung des Architekten Carlo Maciachini (Tirano) 1876 erweitert und 2001 restauriert.

## Gebäude
Die weitgehend in weiß gehaltene Kirche wurde in der Zeit des Renaissance errichtet und zeigt die damals verwendeten klassischen Linien. Diese sind einfach gehalten und an historische Vorbilder angelehnt (siehe z. B. den Eingangsbereich, Portal).
Das Innere der Kirche wurde in der Zeit des Barock renoviert. Dominierend im Inneren ist das Kreuzrippengewölbe mit den farbigen Fresken und die Ausmalungen. Hinter dem eingezogenen Chorbogen befindet sich die rechteckige Apsis, in die das Kreuzrippengewölbe weiter gezogen ist. Bemerkenswert sind auch die hölzernen Altarbilder und der Altar, beide Werke von Michele Cogoli von 1670 bis 1675.
Über dem Hauptportal auf einer hölzernen Empore befindet sich die Orgel.